# 中野直由
中野 直由（なかの なおよし）は、戦国時代の武将。遠江国引佐郡井伊谷の国人・井伊氏の重臣。

## 人物
中野氏は井伊氏当主・井伊直氏の弟・直房に始まる分流で、直由は直房の孫にあたる。また自身の妻（あるいは息子・直之の妻）と井伊氏当主・井伊直親の妻・おひよは姉妹であった。
直由は井伊直盛の重臣だった。永禄3年（1560年）井伊氏が従う今川義元が尾張国へ侵攻すると、直盛もこれに従軍する。直由は井伊谷の留守居を任されていたが、今川軍は桶狭間の戦いで織田信長に敗れ、直盛も戦死してしまう。当時、井伊氏の重臣である小野道好が井伊谷横領を企んでいたため、直盛は遺言として、道好と不仲であった養嗣子・直親の後見役として直由を指名した。そのため先々代井伊氏当主・直平の采配により、直盛の遺言通り直由は直親の後見役に収まり、直平や直盛がかつて称した「信濃守」の名乗りを用いる事となった。直由が後見役に収まったため、専横の機を窺っていた道好は思うままに行動できなくなったという。永禄5年末（1563年）に直親、永禄6年（同）に直平が死去した後も、引き続き井伊氏の後見役を務めた。
永禄7年（1564年）、引馬城主・飯尾連龍が今川氏より離反する。これにより今川氏真は家臣で井伊氏と近い新野親矩と共に、直由に対して引馬城攻撃を命じる。直由らは今川氏に増援を要請し、2千人の加勢を加えて引馬城を攻撃した。連龍はよく守り、直由は引馬城の東にある天馬橋にて親矩と共に討死した。井伊谷を預かっていた直由が討死してしまったため井伊氏では無主状態となったため、井伊直盛の後家・祐椿尼と井伊氏菩提寺の龍潭寺の僧・南渓瑞聞が協議の上、直盛の娘であった次郎法師（井伊直虎）を井伊氏の当主に擁立した。

## 登場する作品
- おんな城主 直虎‐NHK、平成29年（2017年）、演：筧利夫